# جورج أ. غاريت
جورج أ. غاريت (بالإنجليزية: George A. Garrett)‏ هو دبلوماسي أمريكي، ولد في 1888 في لاكروس في الولايات المتحدة، وتوفي في 1971 في واشنطن العاصمة في الولايات المتحدة.